# Deto armata
Deto armata is een pissebed uit de familie Detonidae. De wetenschappelijke naam van de soort is voor het eerst geldig gepubliceerd in 1906 door Gustav Budde-Lund.